# EX-349
La carretera EX-349 es de titularidad de la Junta de Extremadura. Su categoría es local. Su denominación oficial es   EX-349 , de Campanario a   EX-103 .